# コンパシート

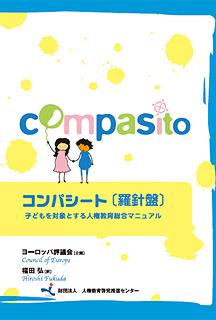

『コンパシート【羅針盤】子どもを対象とする人権教育総合マニュアル』（以下『コンパシート』）は、ヨーロッパ評議会が企画した人権教育総合マニュアル。2007年初版出版。日本語版は、2009年8月、公益財団法人人権教育啓発推進センターが刊行。

## 沿革
- 2000年（平成12年）：「ヨーロッパ人権条約」50周年を機会にヨーロッパ評議会青少年・スポーツ理事会が、人権教育青少年プログラムを開始。
- 2001年（平成13年）：ヨーロッパ青少年センター・ブダペストを中心に、全世界から専門家を公募し、綿密な研究討議を踏まえて Compass:A Manual on Human Rights Education with Young People を発行。
- 2006年（平成18年）：福田弘の翻訳により、 Compass:A Manual on Human Rights Education with Young People の日本語版『人権教育のためのコンパス【羅針盤】』学校教育・生涯学習で使える総合マニュアル』（以下コンパス）を明石書店より刊行。
- 2007年（平成19年）：ヨーロッパ青少年センター・ブダペストから『コンパス』の弟妹編となる『Compasito. Manual on human rights education for children』が発行。
- 2009年（平成21年）：福田弘の翻訳により、Compasito.　Manual on human rights education for children の日本語版『コンパシート』を人権教育啓発推進センターより刊行。
- 2010年（平成22年）：日本図書館協会が設ける、「日本図書館協会選定図書」に選ばれる。

### 『コンパシート』の特色
先に発行された『コンパス』は、高校生から一般成人までを対象としていた。小学生や中学生に対する人権教育でも適用できるような総合的なマニュアルは、内外の多くの教育関係者が求めていたものだった。『コンパシート』は、「子どもと共に人権について考えるのに役立つアイディア、インスピレーション、実践的な助言を提供すること」を目的につくられている。7歳～13歳の子どもを対象としたアクティビティ（実践的な学習活動）は容易に保育園児や幼稚園児、また高校生や一般成人にも改造して活用することができる。

### 『コンパシート』の構成
- 序章
- 第1章　人権入門：人権及び子どもの人権の意味と人権擁護のための主な国際的仕組等。
- 第2章　人権教育とは何でしょう？：ヨーロッパ的及び国際的な観点からみた人権教育の目的と期待される成果等。
- 第3章　『コンパシート』の使用方法：フォーマル教育（学校教育）やノンフォーマル教育（学校外教育）のいろいろな場面での本書の活用法、教育的アプローチを最大限に活かす方法に関する情報及び実践的知恵。ファシリテーター（指導者・促進者）向けの具体的な行動に関するアドバイス及びアクティビティの進め方やフォローアップの方法。
- 第4章　アクティビティ：13個の人権関連テーマを扱う全部で40個の実践的アクティビティ。
- 第5章　テーマ：13個の人権関連テーマについての基本的情報。
- 第6章　付録。子どもに重要な関連を持つ国際的な法的文書についての基本的情報。「ヨーロッパ人権条約」、「世界人権宣言」、「子どもの権利条約」（子ども版を含む）、及び「人権に関する用語集」。

### 豆知識
- 『コンパシート』は造語。『Compass』の愛称で、『コンパスちゃん』といった意味になる。
- 『コンパス』の弟妹編という位置づけで、『コンパス』の理論的基礎と実践的効用性をきっちりと受け継いでいる。
- 2007年の発行より、英語版、フランス語版、ロシア語版、グルジア語版など日本語版を含め、計8ヶ国語版が発行されている。『コンパス』は25ヶ国語に翻訳されていることから、『コンパシート』も同様に世界に普及されることが予想される（2009年11月現在）。
- 日本図書館協会が設ける、「日本図書館協会選定図書」に選ばれる。
- 2010年3月12日、人権教育啓発推進センターが主催する芝大門人権講座にて、翻訳者の福田弘による『コンパシート』をテーマにした講座が開催される。

## 文献
- 『コンパシート【羅針盤】子どもを対象とする人権教育総合マニュアル』
- ISBN　978-4-904400-005　定価　2,500円（税別）
- 2009（平成21）年8月発行　A4判／372頁

### 翻訳
福田弘（筑波大学名誉教授）　校閲　東さやか

### 発行
公益財団法人人権教育啓発推進センター